# تورپ موریو
تورپ موریو (به انگلیسی: Thorpe Morieux) یک روستا و محله مدنی در بریتانیا است که در Babergh واقع شده‌است. تورپ موریو ۲۳۲ نفر جمعیت دارد.